# Tigridia pearcei
Tigridia pearcei är en irisväxtart som först beskrevs av John Gilbert Baker, och fick sitt nu gällande namn av Pierfelice Ravenna. Tigridia pearcei ingår i släktet Tigridia och familjen irisväxter. Inga underarter finns listade i Catalogue of Life.